# Jubrique
Jubrique és un poble de la província de Màlaga (Andalusia), que pertany a la comarca de la Serranía de Ronda.

## Història
Tots els pobles del riu Genal tenen topònims d'origen àrab. Poc després de la reducció dels moros, per Ferran el Catòlic, aquests es van rebel·lar de nou a Sierra Bermeja, on el 1494 venceren al famós capità Alonso Aguilar, qui va morir en la batalla amb 500 genets a cavall, mentre que el seu fill, juntament amb el Comte d'Ureña i alguns més van assolir escapar.
Al començament del segle xvi les capitulacions es van convertir en lletra morta, pel que els moriscs van haver d'abandonar els llocs i deixar pas als castellans que, com conquistadors, es van allotjant en la zona. Moltes d'aquestes famílies morisques van ser bandejades a Galícia i el Nord d'Àfrica, encara que alguns dels seus membres van tornar il·legalment i es van fer bandolers a la Sierra com la banda de Marcos el Meliche, autèntica precursora de les bandes de bandolers. En 1510 Benameda i Rotilla, que també eren terres del Duc d'Arcos, com Jubrique, apareixen totalment despoblats.
En el Cens Reial de 1594 podem llegir: "Xubrique es troba baixant de Serra Bermeja, en l'últim de l'Algarbe de Ronda, posseïx dos annexos sobre el ric Genal, té 2898 habitants, i confirma amb Genalguacil al Sud i amb Algatocín a l'Oest". En el Cens de Madoz de l'any 1846 figura amb 2698 habitants, i cal assenyalar que a partir del segle xvii es va intensificar la relació amb Gibraltar, sent freqüent la pràctica del contraban i el bandolerisme. Històricament, la Regió muntanyenca ha estat ocupada des del Paleolític amb una continuïtat gairebé ininterrompuda fins als nostres dies.